# Ringstorps baptistförsamling
Ringstorps baptistförsamling var en församling i Ringstorp, Linköpings kommun.

## Administrativ historik
Församlingen bildades 1883. År 1981 uppgick församlingen i Vårdsbergs baptistförsamling.